# 小行星3735
小行星3735（英語：3735 Trebon）是一颗围绕太阳公转的小行星。1983年12月4日，茲丹卡·瓦弗洛娃在克列特发现了此天体。
这颗小行星的绝对星等为258.9491248846137等。